# Грчко искрцавање код Смирне
Грчко искрцавање код Смирне (грч.: Ελληνικη αποβαση στη Σμυρνη; тур.: İzmir'in İşgali) била је војна операција грчких снага која је почела 15. маја 1919. године и укључивала је искрцавање трупа у граду Смирни (данашњи Измир) и околним областима. Савезничке силе су санкционисале и надгледале планирање операције и помогле усмеравањем својих снага да заузму неке кључне локације и премештају ратне бродове у луку Смирна. Током слетања испаљен је хитац на грчки пук 1/38 Евзони и уследило је насиље уз учешће грчких трупа и грчких грађана Смирне. Догађај је постао важан за стварање трогодишње грчке окупације Смирне и био је велика варница за грчко-турски рат (1919–1922).

## Почетак
На крају Првог светског рата (1914–1918) и са примирјем у Мудросу којим је окончан отомански фронт Првог светског рата, савезници су започели серију мировних преговора усредсређених на поделу Отоманског царства. Током Париске мировне конференције 1919. Италијани су се искрцали и заузели Анталију и почели да показују знаке кретања трупа према Смирни. Када су Италијани напустили састанак у знак протеста због других питања, британски премијер Дејвид Лојд Џорџ и грчки премијер Елефтериос Венизелос изнели су измишљен извештај у мировним преговорима у којем се наводи да је хришћанско становништво под директном претњом да убеде Француску и САД да подрже Грчко преузимање вилајета Ајдин са центром у Смирни. Границе и услови грчке окупације нису одлучени, али су почетком маја 1919. савезничке силе подржале искрцавање грчких трупа у Смирни и помериле известан број бојних бродова у то подручје да се припреме за искрцавање.
Док су преговори још били у току, Венизелос је обавестио Клемансоа о погоршању ситуације у Ајдин Вилајету, где је локални гувернер Нуредин-паша наређивао муслиманским групама да почине ексцесе против грчког становништва. Британска обавештајна служба је такође обавештена о погоршању реда и закона у тој области и италијанској улози у изазивању ове ситуације. Почетком маја, Венизелос је пријавио случајеве италијанско-турске сарадње Врховном савету савезника и затражио да се савезничка пловила пошаљу у Смирну. Овај захтев, иако га је Савет првобитно прихватио, није одмах извршен. У том контексту, британски премијер и министарство спољних послова били су главни поборници грчког искрцавања, са циљем „да се успостави јавни ред и предупреде масакри“.

### Турске реакције
Друштво за одбрану отоманских права у Измиру је организовао да се припреми за долазак грчких трупа. Нуредин-паша је постављен за гувернера Ајдин вилајета и команде области Ајдин и подржавао је активности Друштва за одбрану отоманских права у Измиру. Али он је поднео оставку под притиском савезничких сила. „Камбурски“ Курд Ахмед Изет-паша именован је за новог гувернера 11. марта, а пензионисани генерал Али Надир-паша на место војног команданта 22. марта 1919.

### Савезничка флота
У првим недељама маја 1919, савезнички ратни бродови су ушли у то подручје да се припреме за операцију. Британски адмирал Сомерсет Гоф-Калторп био је главни командант операције у којој су учествовале британске, америчке, француске, италијанске и грчке снаге. Дана 11. маја 1919. контраадмирал Марк Л. Бристол, командант америчког поморског одреда у турским водама), дошао је у Измир из Истанбула бојним бродом. Британске снаге би заузеле Карабурун и Узунаду, француске снаге би заузеле Урлу и Фочу, грчке снаге би заузеле тврђаву Јеникале.

## Грчко искрцавање
У поподневним сатима 11. маја 1919. командант 1. пешадијске дивизије хеленске армије, постављене у Кавали, пуковник Николаос Зафеириоу, добио је наређење за операцију. Следећег јутра, десант, који се састојао од 13.000 војника, као и помоћног особља, 14 транспортних бродова у пратњи 3 британска и 4 грчка разарача, упутио се ка Смирни. Зафеириуово наређење својим војницима, који су сазнали за своје одредиште тек након одласка, било је следеће:
Где год да идемо, морамо знати да ћемо своју браћу ослободити под туђинском влашћу. Ентузијазам који испуњава наша срца је потпуно оправдан, али свако неприкладно испољавање овог ентузијазма биће потпуно неумесно. Не смемо заборавити да ћемо када стигнемо на одредиште срести Турке, Јевреје и Европљане других вера. Према свима треба поступати на исти начин. Ускоро ће они постати наша браћа као да су прави Грци.
Дана 14. маја 1919. грчка мисија у Смирни прочитала је саопштење у којем је најављено да ће грчке трупе стићи следећег дана у град. Смит извештава да је ову вест „примила са великим емоцијама“ грчко становништво града, док су се хиљаде турских становника те ноћи окупиле на брду палећи ватру и ударајући у бубњеве у знак протеста. Касније су преводи прогласа које су Турци издали овом приликом показали да намера није била чисто пацифички отпор. Исте ноћи из затвора је пуштено неколико стотина затвореника, углавном Турака, уз саучесништво османских власти и италијанског мајора који је био задужен за затвор. Неки од њих су наоружавали купљено оружје из складишта у близини касарне.
Грчка окупација Смирне почела је следећег дана, где су се хиљаде окупиле на обали мора, машући грчким заставама на доковима где се очекивало да стигну грчке трупе. Митрополит смирнски Хризостом благословио је прве трупе по доласку у 08 часова. За операцију је руководио пуковник, који није имао ни воље ни престижа да се присиљава своје људе, а ни именовани високи комесар ни високи војни људи нису били присутни за десант, што је довело до погрешне комуникације и слома дисциплине. Најзначајније, ово је резултирало искрцавањем пука 1/38 Евзони северно од места где је требало да заузме своје место. Као резултат тога, морали су да марширају на југ, мимоилазећи велики део грчке масе која је славила искрцавање, као и отоманску владу и касарне отоманских трупа. Турчин је испалио хитац (Смит указује да нико не зна ко је пуцао) и настао је хаос тако што су грчке трупе испалиле више хитаца у Конак и касарну. Османске трупе су се предале и грчки пук је почео да их маршира уз обалу до брода који је служио као привремени затвор. Савезнички официри у луци су пријавили да су током марша видели грчке трупе како бајонтирају више турских заробљеника, а затим су их видели бачене у море. Затвореници су били приморани да узвикују "Живео Венизелос!" и „Живела Грчка!“. Доналд Витал, британски држављанин и један од ретких неутралних посматрача током слетања, приметио је о поступању према турским заробљеницима: „Били су натерани да не прођу кроз никакво понижење и добили су добар посао“. Али Витал је проценио да је тридесет ненаоружаних затвореника убијено. Капетан брода HMS Adventure известио је да је турски официр, марширајући подигнутих руку, скренуо ван линије. Погођен је кундаком пушке грчког војника у потиљак. Када је покушао да устане поново је погођен.
Насиље и неред су пратили искрцавање и у тим акцијама су учествовале грчке трупе и грчки грађани Смирне. Грчки војници су опљачкали и неке продавнице Јевреја. Током неколико дана након искрцавања, грчке трупе су произвољно притвориле око 2.500 људи. Пљачкање турских кућа у граду и околним местима почело је у ноћи 15. маја и трајало много дана након тога. Међусавезничка истражна комисија је известила да:
У граду су се 15. и 16. маја десила безбројна насиља и пљачке усмерене на турски народ и његове домове. Скидали су им фесове и тиме спречавали Турке да напусте своје домове. Многе жене су силоване. Неки људи су убијени. Ове акте насиља и пљачке починила је највећим делом гомила Грка из града, иако је доказано да су им се придружили и војници и да војне власти нису предузимале ефикасне мере да зауставе акте насиља и пљачке све док не било је прекасно.
Адмирал Калторп је напустио подручје 21. маја, а 23. маја грчки командант у тој области је против наређења Савезника и Венизелоса наредио проширење војних операција у Ајдину и Шухуту. Ове операције у почетку нису наишле на значајан отпор, али је етничко насиље избило успут што је довело до значајног насиља и хаоса; посебно у бици код Ајдина од 27. маја до 27. јуна 1919. У многим областима, грчке снаге су демобилисале османску полицију, а затим напустиле то подручје што је довело до тога да турске руље пљачкају грчку имовину и убијају грчке грађане. Ово је била одмазда за злочине које су починили грчки војници и цивили у Смирни и околини над Турцима.
Када је 26. јуна Британски Доњи дом разоткрио злочине и осудио, Венизелос се суочио са британским дипломатским притиском да спроведе званичну истрагу. Војни суд 15. августа 1919. предвођен грчким високим комесаром за насиље 15. и 16. маја изрекао је 74 осуђујуће пресуде (укључујући 48 Грка, 13 Турака, 12 Јермена и једног Јеврејина).
Према Међусавезничкој истражној комисији, губици 15. маја су били следећи: грчка војска (2 погинула, 6 рањених); 100 грчких цивила (20 убијених, 20 утопљених, 60 рањених); убијено или рањено 300-400 турских цивила. Очевици у Смирни су пријавили веће цивилне жртве међу Турцима. Амерички морнарички официр, који је био усидрен у луци Смирна, проценио је 300-500 убијених Турака са укупно 700-1000 жртава. Што се тиче грчких жртава, он је проценио 2 убијена и 15-20 рањених војника, 20-30 убијених и 40-50 рањених цивила. Велечасни Меклахлан, Канађанин задужен за међународни колеџ у Смирни, проценио је око 400-600 убијених Турака.

## Утицаји
Грчка војска је од почетка почела да показује знаке да нису дошли ради привремене окупације, већ ради трајне анексије; да укључи западну Анадолију у састав Грчке. Та намера је неким Турцима била јасна већ након што су видели које су територије Грци заузели. Турска реакција на овај развој догађаја била је љутња, што је резултирало насиљем у региону. Након првобитног шока од искрцавања, турске групе су почеле да одмазду врше ексцесе против цивилних грчких заједница које су живеле ван окупационе зоне. Док су у Истанбулу биле велике демонстрације против савезничких снага, у Анадолији се 28. маја догодио први оружани сукоб између Турака и Грка у Едемишу. Ово је било између малог дела Турака и грчке војске. После тога, турски герилски рат се разбуктао дуж линије грчког напредовања.
Створила је зону Смирна која је управљала тим подручјем од 1919. до 9. септембра 1922. Након насиља у мају 1919. многи савезници су почели да ограничавају своју подршку операцији: Француска и Италија су постале отпорне на сталну грчку окупацију Севрским уговором из 1920. Грчка је дала административну контролу над тим подручјем, док би Турска задржала суверенитет, а о трајном суверенитету ће се одлучивати након 5 година. Искрцавање у Смирну је санкционисано чланом 69. који је такође потписао велики везир Османског царства у име османског султана Мехмеда VI. С друге стране, то је подстакло турски националистички покрет под Мустафом Кемалом и злочине великих размера над понтским грчким становништвом у источној Анадолији. Грчка окупација је окончана када су турске снаге ушле у Смирну (Измир) 9. септембра 1922. године.